# 사이토 슌스케
사이토 슌스케(일본어: 齋藤 俊輔, 2005년 4월 26일~)는 일본의 축구 선수이다.

## 구단 경력
그는 2024년 J2리그의 미토 홀리호크에 입단했다.